# Galar
Galar là một đô thị trong tỉnh và cộng đồng tự trị Navarre, Tây Ban Nha. Đô thị này có dân số là 1.273 người. Đô thị nằm ở độ cao 440 m trên mực nước biển.

## Biến động dân số
| Biến động dân số                                    | Biến động dân số | Biến động dân số | Biến động dân số | Biến động dân số | Biến động dân số | Biến động dân số | Biến động dân số | Biến động dân số | Biến động dân số | Biến động dân số |
| 1996                                                | 1998             | 1999             | 2000             | 2001             | 2002             | 2003             | 2004             | 2005             | 2006             | 2007             |
| --------------------------------------------------- | ---------------- | ---------------- | ---------------- | ---------------- | ---------------- | ---------------- | ---------------- | ---------------- | ---------------- | ---------------- |
| 1 032                                               | 1 066            | 1 102            | 1 154            | 1 233            | 1 256            | 1 306            | 1 342            | 1 408            | 1 456            | 1 515            |
| Nguồn: Galar et instituto de estadística de navarra |                  |                  |                  |                  |                  |                  |                  |                  |                  |                  |

Đô thị này có 8 khu dân cư và làng:

| Khu                 | Dân số (2006) |
| ------------------- | ------------- |
| Arlegui/Arlegi      | 85            |
| Cordovilla          | 238           |
| Esquiroz/Eskirotz   | 388           |
| Esparza de Galar    | 244           |
| Salinas de Pamplona | 173           |
| Galar               | 121           |
| Olaz-Subiza         | 30            |
| Subiza              | 161           |
| Barbatáin           | 7             |